# Sechzehnerli
Sechzehnerli war ein Schweizer Volumenmass im Kanton Bern und wurde vorwiegend für Getreide verwendet. Die Masskette war
- 1 Mütt = 12 Mäß = 48 Imi = 96 Achterli = 192 Sechzehnerli = 168,135 Liter
- 1 Sechzehnerli = 44 Pariser Kubikzoll = ⅞ Liter
- 2 Sechzehnerli = 1 Achterli
- 4 Sechzehnerli = 1 Immi
- 8 Sechzehnerli = 1 Mäßli
- 16 Sechzehnerli = 1 Mäß
- 192 Sechzehnerli = 1 Mütt[1]